# سفارت بولیوی در لندن
سفارت بولیوی در لندن (به انگلیسی: Embassy of Bolivia) یک سفارت در بریتانیا است که در شهر وست‌مینستر واقع شده‌است.